# Fulk van Angoulême
Fulk van Angoulême (†1157) was aartsbisschop van Tyrus van 1135 tot 1145 en Latijnse patriarch van Jeruzalem van 1145 tot aan zijn dood in 1157.

## Levensloop
Fulk begon zijn loopbaan als abt van de abdij van Celles-sur-Belle. Tijdens het schisma tussen Paus Innocentius II en Tegenpaus Anacletus II koos hij voor Innocentius II wat hem een bevordering tot prior van de Heilig Grafkerk opleverde. Hij volgde aartsbisschop Willem I van Tyrus op na zijn dood in 1135 en tien jaar later werd hij patriarch van Jeruzalem.
Fulk ontving de koningen die deelnamen aan de Tweede Kruistocht. Hij liet de Heilig Grafkerk restaureren. In 1152 bemiddelde hij in het conflict tussen Boudewijn III van Jeruzalem en zijn moeder Melisende, zonder succes. Hij was aanwezig tijdens het Beleg van Ascalon, waar hij de drager was van het Relikwie van het Heilig Kruis.
Willem van Tyrus schreef, dat Fulk bijna honderd jaar was toen hij stierf in 1157.